# The Krasnals
The Krasnals – polska grupa artystyczna powstała w kwietniu 2008. Jej członkowie pozostają anonimowi. Działają głównie za pośrednictwem swojego bloga. Ich działania, oparte na prowokacji, są reakcją na aktualną sytuację społeczną-polityczną i wywołują skrajne oceny.

## Działalność
W swojej twórczości malarskiej nawiązują m.in. do Wilhelma Sasnala, który jest dla nich symbolicznym momentem zwrotnym, pewnym symbolicznym szczytem, przekroczeniem bariery do której doszła formacja kierująca rynkiem sztuki w Polsce. Krytykują polski i światowy rynek sztuki, który ich zdaniem kształtowany jest przez grupę niewielu osób, a sukces na nim może odnieść tylko ten artysta, który odpowiada kreowanym przez nich trendom i który ma odpowiednie znajomości. Uważają, iż dopiero dzięki internetowi na polskim rynku sztuki pojawia się demokracja. 
Ze względu na podobieństwo do dzieł Sasnala na wiosnę 2008 ich obraz Untitled (Group of Monkeys with White Bananas), podpisany Whielki Krasnal, został wyceniony przez dom aukcyjny Christie's na 70 000 funtów. Gdy zauważono pomyłkę, wycena została unieważniona. W październiku 2009 Piotr Uklański wykorzystał swój portret, wykonany przez The Krasnals, jako część instalacji eksponowanej w Tate Modern.
W listopadzie 2009 grupa została nominowana do Paszportów Polityki.
W grudniu 2009 roku w Skwerze (Filii Centrum Artystycznego Fabryka Trzeciny) w Warszawie prezentowana była pierwsza w Polsce wystawa The Krasnals. Około 20 wystawianych na niej prac komentowało bieżące wydarzenia, takie jak wybór Baracka Obamy na prezydenta, śmierć Michaela Jacksona czy koncert Madonny w Polsce.
W 2011 r. The Krasnals wydali pierwszy numer swej gazety „Art Police Gazetce”, której premierę zorganizowali podczas Biennale Sztuki w Wenecji. Tam też rozpoczęli festiwal różowej rewolucji MAKE LOVE NOT ART. Na znak swojej niezgody na rządy establishmentu sztuki polskiej, zamknęli w nocy pawilon Polonii na łańcuch i kłódkę, informując o swojej ekspozycji na moście w Arsenale jako jedynej reprezentacji Polski na Biennale.

### Członkowie
- Whielki Krasnal – założyciel oraz przywódca The Krasnals, główny malarz grupy
- Krasnal Bansky – Krasnal odpowiedzialny za akcje w terenie, malarz, graficiarz, fotograf
- Krasnal Hałabała 1 – zajmuje się marketingiem grupy oraz edycją bloga, malarz
- Krasnal Hałabała 2 –  przygotowuje teksty, przygotowuje wystawy, malarz
- Malarze współpracujący – wynajęci artyści, dostają zlecenie od grupy The Krasnals na wykonanie obrazu, nie znają członków grupy, np.: Malarz z Chin, Malarz z Odessy, Malarz z Krupówek.

### Działalność charytatywna
Nieodłącznym składnikiem działalności The Krasnals są aukcje charytatywne dla dzieci. Od początku istnienia grupy, wystawiają oni na nich swoje prace, najczęściej specjalnie namalowane w tym celu. W ciągu trzech lat działalności The Krasnals uzbierali 164 281 zł dla potrzebujących dzieci z różnych ośrodków. Na aukcjach Wielkiego Serca w latach 2008, 2009, 2010 obrazy Whielkiego Krasnala osiągały najwyższą kwotę, taka sytuacja nie miała miejsca nigdy wcześniej. Obraz Blaszany Bębenek, wystawiony na aukcji Wielkiego Serca w 2010 roku osiągnął cenę 33 500 zł, co jest rekordem cenowym wśród aukcji charytatywnych w Polsce.

### The Krasnals w TATE Modern
W październiku 2009 roku obraz Whielkiego Krasnala zawisł w Tate Modern w ramach wystawy Pop Life. Oprócz Whielkiego Krasnala w wystawie brały udział prace takich artystów jak Andy Warhol, Damien Hirst, Jeff Koons czy Takashi Murakami. Obraz był częścią instalacji Piotra Uklańskiego. Z początku oskarżano go skopiowanie obrazu, jednak w oficjalnym oświadczeniu wydanym przez rzecznika grupy The Krasnals, Piotr Uklański kupił tę pracę od The Krasnals. Obraz był portretem Piotra Uklańskiego. Ponadto obraz pojawił się także w Taschen w Art Now! Vol.3.

### The Krasnals na 54. Biennale w Wenecji
W 2011 roku grupa The Krasnals pojawiła się na 54. Biennale w Wenecji. Większość ich akcji przebiegała pod hasłem Make Love Not Art, które jest nawiązaniem do hippisowskiego Make Love Not War. W ramach swojego wystąpienia na Biennale The Krasnals rozdawali różowe przypinki oraz chorągiewki z owym hasłem. Oprócz tego The Krasnals zaprezentowali w Wenecji baner głoszący: Art is Expensive Love is Pricelless. Baner pojawił się m.in. przy amerykańskim pawilonie, przed którym znajdowała się praca duetu Allora i Calzadilla oraz na otwarciu polskiego pawilonu. Ponadto The Krasnals dopuścili się także trawestacji logo Biennale.
Podczas oficjalnego otwarcia 54. Biennale w Wenecji, The Krasnals zaprezentowali swoją nową gazetę „Art Police Gazette”, która w całości została poświęcona wydarzeniu w Wenecji.
The Krasnals również przedstawili swój para-pawilon Królestwa Krasali (The Kingdom of The Krasnals), który stanął w centralnej części Giardini. Pawilon został zaprojektowany przez Whielkiego Krasnala, na wzór pracy Mirosława Bałki „How it is”. W pawilonie odbyła się oficjalna prezentacja „Art Police Gazette” oraz wystawa Polka podnosząca Meteoryt z Papieża 21.37.
5 czerwca 2011 roku The Krasnlas nielegalnie powiesili na moście przy Arsenale baner przedstawiający pracę Polka podnosząca meteoryt z papieża 21:37, a następnie poinformowali, że w nocy z 5 na 6 czerwca zamknęli na kłódkę pawilon Polski. Do czasu otwarcia pawilonu, przez służby porządkowe, co nastąpiło 7 czerwca, praca grupy The Krasnals była jedyną reprezentacją Polski na 54. Biennale w Wenecji.
Na podstawie pobytu The Krasnals w Wenecji powstał film wyreżyserowany przez Whielkiego Krasnla pod tytułem La Dolce Vita.
16 lipca 2011 roku na blogu The Krasnals został opublikowany oficjalny tekst, w którym The Krasnals podsumowują swój pobyt w Wenecji.

### Festiwal Malta
W czerwcu 2011 roku The Krasnals wzięli udział w festiwalu Malta. The Krasnals przygotowali alternatywne otwarcie festiwalu, które nastąpiło dzień przed oficjalnym. W mieście na stacji poznańskiej PESTKI zawisły cztery billboardy, które głosiły hasła: Make Love Not Art, Art is expensive Love is priceless, Art is not healthy for children and all living things oraz Anything Art Can Do Love Can Do Better. Oprócz tego duży billboard z napisem Make Love Not Art zawisł na kontenerze w ramach KontenerART. W czasie Malty w mieście za pośrednictwem wynajętych hostess rozprowadzane były ulotki z Manifesto, Art Police Gazette oraz przypinik Make Love Not Art. The Krasnals również zorganizowali alternatywne zakończenie festiwalu Malta, który nastąpił dzień po oficjalnym. Projektem, który The Krasnals zaprezentowali jest Ściana Płaczu/ Śmiechu.

### Ściana Płaczu/Śmiechu
Ściana Płaczu/Śmiechu projekt The Krasnals, który powstał na zakończenie Malta Festiwal. 12 lipca o godzinie 3 nad ranem The Krasnals rozkleili na wschodnim murze starej gazowni przy ulicy Ewangelickiej 300 plakatów – krytykujących środowisko „Krytyki Politycznej”. 15 lipca plakaty The Krasnals zostały zamalowane szarą farbą. The Krasnals określiły ten akt jako cenzurę wolności słowa.
The Krasnals w wyniku ocenzurowania ich pracy zaprosili do współpracy Pomarańczową Alternatywę. 28 lipca w godzinach rannych Major Waldemar Fydrych udał się wraz z The Krasnals pod Ścianę Płaczu/Śmiechu i na zamalowanych plakatach The Krasnals namalował krasnoludki Pomarańczowej Alternatywy; oprócz tego obok krasnoludków Major umieścił napis Walczyliśmy o wolność by idioci mieli więcej do powiedzenia.

## Nagrody i wyróżnienia
- Grudzień/Styczeń 2008: The Krasnals zajmują ostatnie, setne miejsce w setce „Obiegu” – corocznym rankingu sztuki polskiej.
- Listopad 2009: Nominacje do Paszportów Polityki.
- Marzec 2010: Nagroda, statuetka portalu O.pl za rok 2009.
- Wrzesień 2011: Grand Prix „Krasnoludka Pomarańczowej Alternatywy” dla The Krasnals – nagroda przyznawana indywidualnym artystom lub grupom artystycznym, które w najbliższy Pomarańczowej Alternatywie sposób, w duchu przekory i z humorem uwypuklają absurdy współczesnej epoki, aby je skutecznie eliminować.

## Galeria

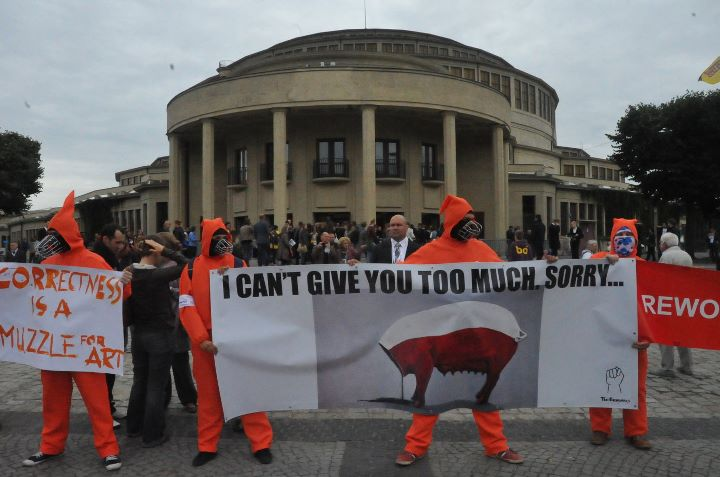
Europejski Kongres Kultury we Wrocławiu 2011; Bojkot i akcja Common Task/Powrót Jedi
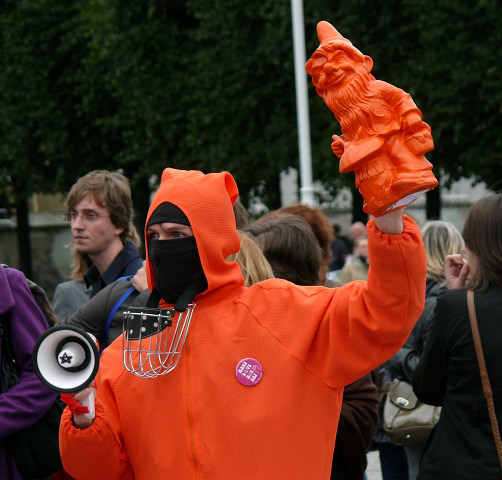
Europejski Kongres Kultury, Wrocław 2011; Grand Prix Krasnoludka Pomarańczowej Alternatywy dla grupy The Krasnals